# Guiyang International Financial Center T1
Das  Guiyang International Financial Center T1 ist ein chinesisches Hochhaus in der Stadt Guiyang. Es hat eine Höhe von 401 Metern und wurde 2020 fertiggestellt.

## Geschichte
Die Bauplanung begann 2011. Der Bau begann im Jahr 2016 und wurde 2020 vollendet.

## Nutzung
Die 79 nutzbaren Etagen werden für Büros und als Hotel genutzt. Es gibt insgesamt 397 Hotelzimmer.